# Robbie Gould
Pour les articles homonymes, voir Robert Gould (homonymie) et Gould.
(en) Statistiques sur pro-football-reference
Robert Paul "Robbie" Gould III (né le 6 décembre 1982 à Jersey Shore) est un américain, joueur professionnel de football américain qui a évolué au poste de placekicker dans la National Football League pendant 18 saisons.
Au niveau universitaire, il a joué pour les Nittany Lions de Penn State dans la NCAA Division I FBS pendant quatre saisons. Non sélectionné lors de la draft 2005 de la NFL et après des essais infructueux che les Patriots de la Nouvelle-Angleterre et les Ravens de Baltimore, il intègre l'effectif des Bears de Chicago où il joue pendant 11 saisons (2005-2015) avant de rejoindre les Giants de New York (2016 et les 49ers de San Francisco (2017-2022).
Libéré et n'ayant pas joué en 2023, il annonce prendre sa retraite de la NFL le 7 décembre 2023.
Avec les Bears, il a été sélectionné dans l'équipe All-Pro et pour le Pro Bowl 2007 au terme de la saison 2006.

## Enfance
Gould est le fils de Cheryl et Robert Gould. Son père, ayant fait ses études à l'université de Lock Haven, remportera avec son université, le titre de champion de la Division III de football (soccer aux États-Unis). Il a notamment un frère, Christopher Gould, qui va s'illustrer en Arena Football League.
Il fait ses études à la Central Mountain High School de Mill Hall où il est un grand sportif, jouant dans les équipes de football américain, football, basket-ball et athlétisme. Lors de la finale du championnat du district de football de 2000, il marque le but victorieux, permettant à Central Mountain de remporter le titre de champion du district.

## Carrière

### Universitaire
Alors que Gould avait pour ambition de faire carrière dans le football (soccer) professionnel, il choisit de poursuivre sa scolarité à l'université d’État de Pennsylvanie, pour intégrer l'équipe de football américain des Nittany Lions après y avoir été invité par l'entraîneur principal Joe Paterno.
En quatre saisons avec les Nittany Lions, il convertit 115 des 121 extra points tentés et 39 des 61 field goals tentés. Il dispute le Capital One Bowl 2003 perdu 9 à 13 contre Auburn au cours duquel il réussit trois des quatre field goals tentés
Gould y obtient un diplôme en gestion d'entreprise.

### Professionnelle
Robbie Gould n'est sélectionné par aucune équipe lors de la draft 2005 de la NFL. Les Patriots de la Nouvelle-Angleterre le signent comme agent libre non-drafté où il est mis en concurrence avec Adam Vinatieri Les Patriots le libèrent durant le camp d'entraînement et il signe ensuite avec les Ravens de Baltimore, où il reste trois semaines.
Le 8 octobre 2005, Gould signe avec les Bears de Chicago à la suite de la blessure de Doug Brien (en) en troisième journée. Il réussit son premier field goal lors de la quatrième journée contre les Browns de Cleveland. Lors de la neuvième journée, contre les Saints de La Nouvelle-Orléans, son coup de pied permet aux Bears de l'emporter. Il termine sa première saison en NFL avec 77 % de réussite. La saison 2006 est celle de la confirmation pour Gould qui réussit vingt-six field goals consécutifs, battant le record de l'ancien joueur de Chicago Kevin Butler. Les fans le désignent comme kicker de la NFL pour le Pro Bowl 2007. Le 14 janvier 2007, son field goal de quarante-neuf yards contre les Seahawks de Seattle permet à Chicago de remporter son première match de tour de Division depuis 1988. Ayant remporté la finale de conférence NFC contre les Saints, les Bears se qualifient pour le Super Bowl XLI qu'ils perdent 17 à 29 contre les Seahawks.
Le 12 mai 2008, il signe une prolongation de contrat de cinq ans avec Chicago pour un montant de 15,5 millions de dollars dont 4,25 millions de prime de signature, faisant de Gould le kicker le mieux payé de la NFL. Le 10 octobre 2010, il bat son record de distance avec un field goal de cinquante-trois yards contre les Panthers de la Caroline, record battu le 5 décembre par un field goal réussi de cinquante-quatre yards contre les Lions de Détroit.
Il signe avec les 49ers de San Francisco pour la saison 2017, année de refonte importante de l'équipe Californienne avec, entre autres, l'arrivée de Kyle Shanahan au poste d'entraîneur principal, John Lynch comme directeur général et l'arrivée au cours de la saison du quarterback Jimmy Garoppolo. Il y reste jusqu'au terme de la saison 2022 en ayant disputé le Super Bowl LIV (le deuxième de sa carrière) perdu 20 à 31 contre les Chiefs au cours duquel il réussit ses deux fields goals,. Le 4 mars 2023, il annonce son intention de quitter San Francisco afin de trouver une autre opportunité. Il déclare plus tard qu'il avait finalement décidé de vouloir revenir chez les 49ers, mais que l'équipe avait déjà pris la décision d'avancer. Il ne reçoit jamais d'offre de la part de son ancienne équipe. Les 49ers avaient en effet sélectionné un nouveau kicker, Jake Moody lors de la draft 2023, lequel joue titulaire au poste de kicker durant toute la Saison 2023.

### Retraite
Le 7 décembre 2023, Robbie Gould annonce par le biais de son compte Instagram qu'il a décidé de prendre sa retraite de la NFL. Il quitte donc la ligue en ayant réussi 86,5% de ses field goals, obtenant ainsi la neuvième meilleure statistique de la NFL, d'autant plus qu'il n'a jamais manqué le moindre field goal ou extra point en série éliminatoire. Il est également reconnu comme étant le 10e meilleur marqueur de la NFL, tous postes confondus.

## Statistiques
| Année       | Équipe                      | Statut      | MJ |        | Field goals | Field goals | Field goals | Field goals |         | Extra Points | Extra Points | Extra Points |      | Punt | Punt | Punt |
| Année       | Équipe                      | Statut      | MJ | Tentés | Réussis     | %           | Long        | Tentés      | Réussis | %            | Tentés       | Yards        | Moy. |      |      |      |
| 2001        | Nittany Lions de Penn State | Fr.         | 11 | 10     | 06          | 66,0        | -           | 29          | 29      | 100          | -            | -            | -    |      |      |      |
| 2002        | Nittany Lions de Penn State | So.         | 13 | 22     | 17          | 77,3        | -           | 45          | 42      | 93,3         | 2            | 084          | 42,0 |      |      |      |
| 2003        | Nittany Lions de Penn State | Jr.         | 12 | 16     | 09          | 56,3        | -           | 24          | 22      | 91,7         | -            | -            | -    |      |      |      |
| 2004        | Nittany Lions de Penn State | Sr.         | 11 | 13     | 07          | 53,8        | -           | 23          | 22      | 95,7         | 3            | 117          | 39,0 |      |      |      |
| Totaux NCAA | Totaux NCAA                 | Totaux NCAA | 47 | 61     | 39          | 63,9        | -           | 121         | 115     | 65,0         | 5            | 201          | 40,2 |      |      |      |

| Année      | Équipe                 | MJ  |        | Field goals | Field goals | Field goals | Field goals |         | Extra Points | Extra Points | Extra Points |      | Punt | Punt | Punt |
| Année      | Équipe                 | MJ  | Tentés | Réussis     | %           | Long        | Tentés      | Réussis | %            | Tentés       | Yards        | Moy. |      |      |      |
| 2005       | Bears de Chicago       | 13  | 27     | 21          | 077,8       | 45          | 20          | 19      | 095,0        | 1            | 28           | 28,0 |      |      |      |
| 2006       | Bears de Chicago       | 16  | 36     | 32          | 088,9       | 49          | 47          | 47      | 100,0        |              |              |      |      |      |      |
| 2007       | Bears de Chicago       | 16  | 36     | 31          | 086,1       | 49          | 33          | 33      | 100,0        | 2            | 53           | 26,5 |      |      |      |
| 2008       | Bears de Chicago       | 16  | 29     | 26          | 089,7       | 48          | 41          | 41      | 100,0        |              |              |      |      |      |      |
| 2009       | Bears de Chicago       | 16  | 28     | 24          | 085,7       | 52          | 33          | 33      | 100,0        |              |              |      |      |      |      |
| 2010       | Bears de Chicago       | 16  | 30     | 25          | 083,3       | 54          | 35          | 35      | 100,0        |              |              |      |      |      |      |
| 2011       | Bears de Chicago       | 16  | 32     | 28          | 087,5       | 57          | 37          | 37      | 100,0        |              |              |      |      |      |      |
| 2012       | Bears de Chicago       | 13  | 25     | 21          | 084,0       | 54          | 33          | 33      | 100,0        |              |              |      |      |      |      |
| 2013       | Bears de Chicago       | 16  | 29     | 26          | 089,7       | 58          | 46          | 45      | 097,8        |              |              |      |      |      |      |
| 2014       | Bears de Chicago       | 12  | 12     | 09          | 075,0       | 45          | 29          | 28      | 096,6        |              |              |      |      |      |      |
| 2015       | Bears de Chicago       | 16  | 39     | 33          | 084,6       | 55          | 29          | 28      | 096,6        |              |              |      |      |      |      |
| 2016       | Giants de New York     | 10  | 10     | 10          | 100,0       | 47          | 23          | 20      | 087,0        |              |              |      |      |      |      |
| 2017       | 49ers de San Francisco | 16  | 41     | 39          | 095,1       | 52          | 30          | 28      | 093,3        |              |              |      |      |      |      |
| 2018       | 49ers de San Francisco | 16  | 34     | 33          | 097,1       | 53          | 29          | 27      | 093,1        |              |              |      |      |      |      |
| 2019       | 49ers de San Francisco | 13  | 31     | 23          | 074,2       | 47          | 42          | 41      | 097,6        |              |              |      |      |      |      |
| 2020       | 49ers de San Francisco | 15  | 23     | 19          | 082,6       | 52          | 38          | 36      | 094,7        |              |              |      |      |      |      |
| 2021       | 49ers de San Francisco | 13  | 23     | 20          | 087,0       | 52          | 40          | 39      | 097,5        | 2            | 90           | 45.0 |      |      |      |
| 2022       | 49ers de San Francisco | 17  | 32     | 27          | 084,4       | 51          | 51          | 50      | 098,0        |              |              |      |      |      |      |
| Totaux NFL | Totaux NFL             | 266 | 517    | 447         | 086,5       | 58          | 636         | 620     | 097,5        | 5            | 171          | 34.2 |      |      |      |

| Année      | Équipe                 | MJ |        | Field goals | Field goals | Field goals | Field goals |         | Extra Points | Extra Points | Extra Points |      | Punt | Punt | Punt |
| Année      | Équipe                 | MJ | Tentés | Réussis     | %           | Long        | Tentés      | Réussis | %            | Tentés       | Yards        | Moy. |      |      |      |
| 2005       | Bears de Chicago       | 1  | -      | -           | -           | -           | 3           | 3       | 100          | -            | -            | -    |      |      |      |
| 2006       | Bears de Chicago       | 3  | 6      | 6           | 100         | 49          | 9           | 9       | 100          | -            | -            | -    |      |      |      |
| 2010       | Bears de Chicago       | 2  | -      | -           | -           | -           | 7           | 7       | 100          | -            | -            | -    |      |      |      |
| 2016       | Giants de New York     | 1  | 2      | 2           | 100         | 40          | 1           | 1       | 100          | -            | -            | -    |      |      |      |
| 2019       | 49ers de San Francisco | 3  | 7      | 7           | 100         | 54          | 9           | 9       | 100          | -            | -            | -    |      |      |      |
| 2021       | 49ers de San Francisco | 3  | 6      | 6           | 100         | 53          | 5           | 5       | 100          | -            | -            | -    |      |      |      |
| 2022       | 49ers de San Francisco | 3  | 8      | 8           | 100         | 50          | 5           | 5       | 100          | -            | -            | -    |      |      |      |
| Totaux NFL | Totaux NFL             | 16 | 29     | 29          | 100         | 54          | 39          | 39      | 100          | 0            | 0            | 0    |      |      |      |

## Récompenses individuelles
- Sélectionné dans l'équipe All-Pro en 2006[26] ;
- Sélectionné pour le Pro Bowl 2017[26] ;
- Meilleur joueur de la semaine des équipes spéciales de la NFC[26] :
  - 2005 : 9e semaine ;
  - 2006 : 16e semaine ;
  - 2015 : 4e semaine en NFC ;
  - 2017 : 13e et 15e semaine ;
  - 2018 : 2e et 15e semaine ;
  - 2019 : 16e semaine ;
  - 2020 : 12e semaine ;
  - 2021 : 18e semaine.
- Meilleur joueur du mois des équipes spéciales de la NFC[26] :
  - 2006 : mois d'octobre ;
  - 2008 : mois de décembre ;
  - 2017 : mois de décembre ;
  - 2018 : mois de décembre ;
  - 2019 : mois de décembre.

## Identité visuelle

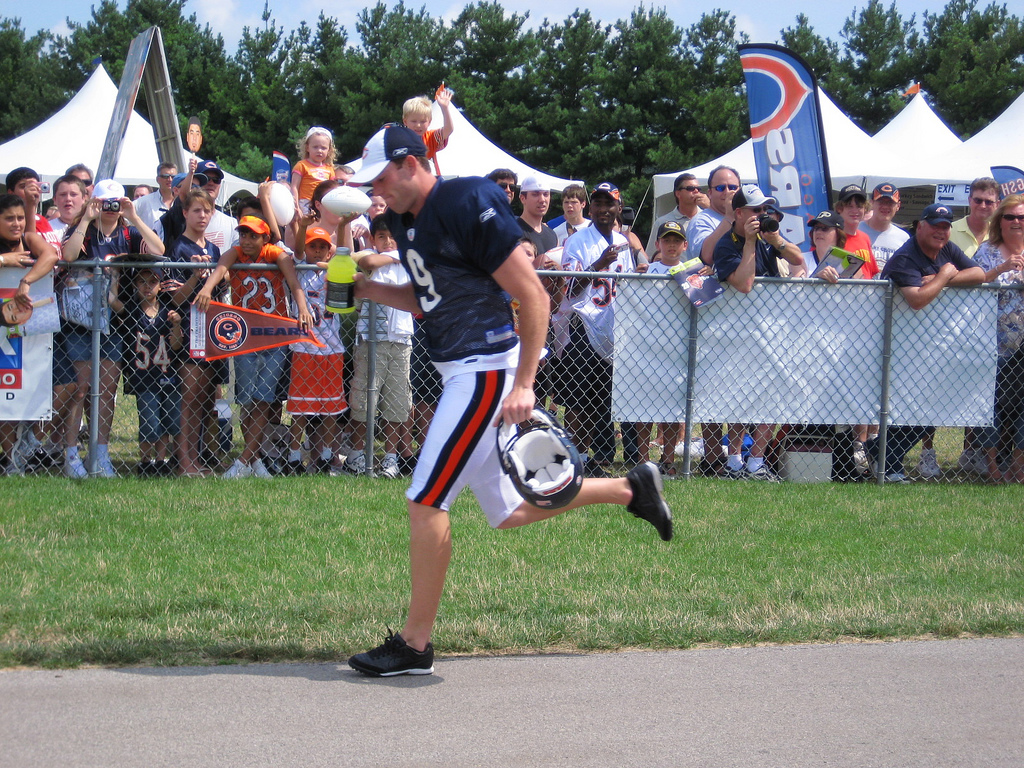
Lors du camp d'entraînement des Bears en juillet 2008.
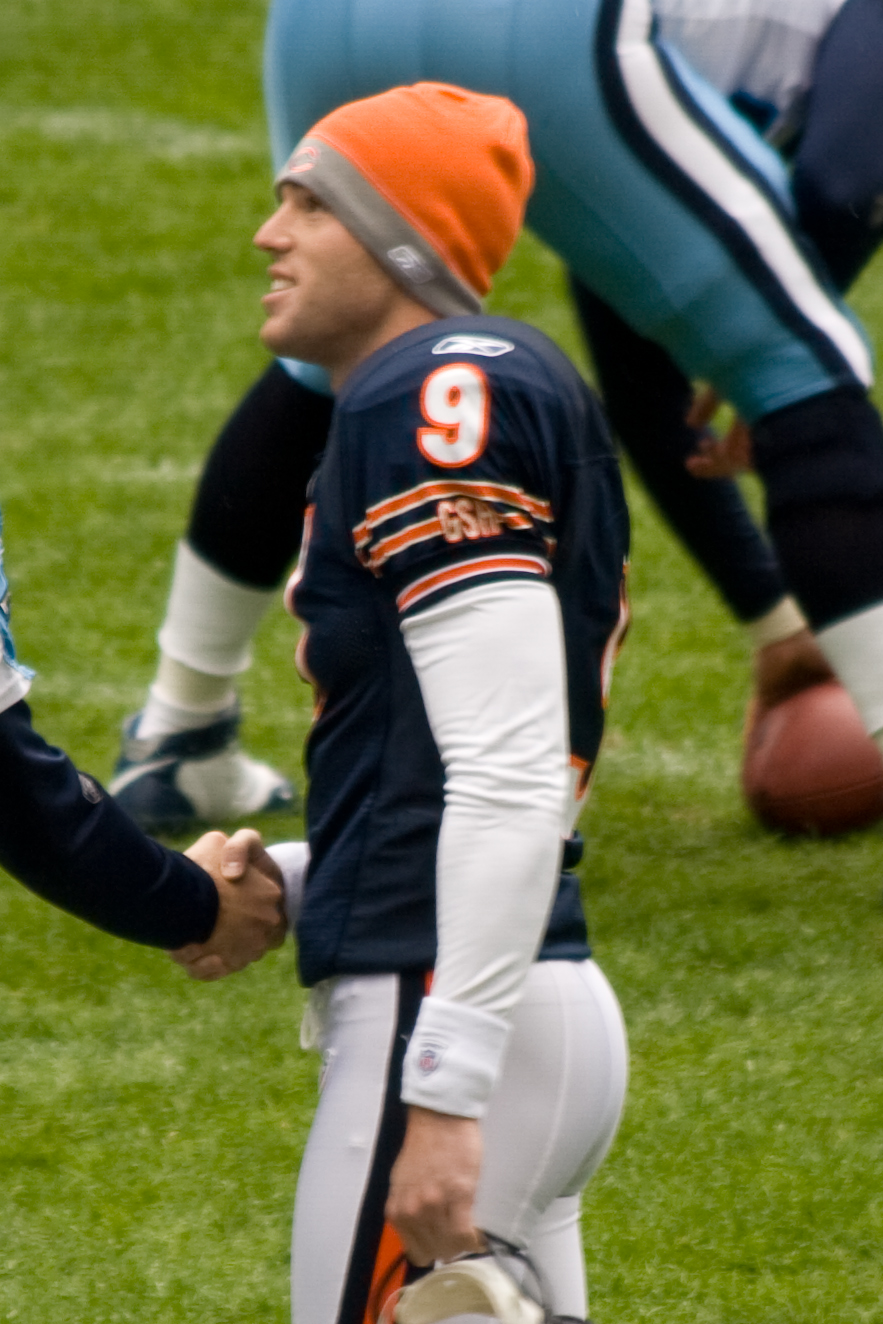
Robbie Gould en 2008 avec les Bears.
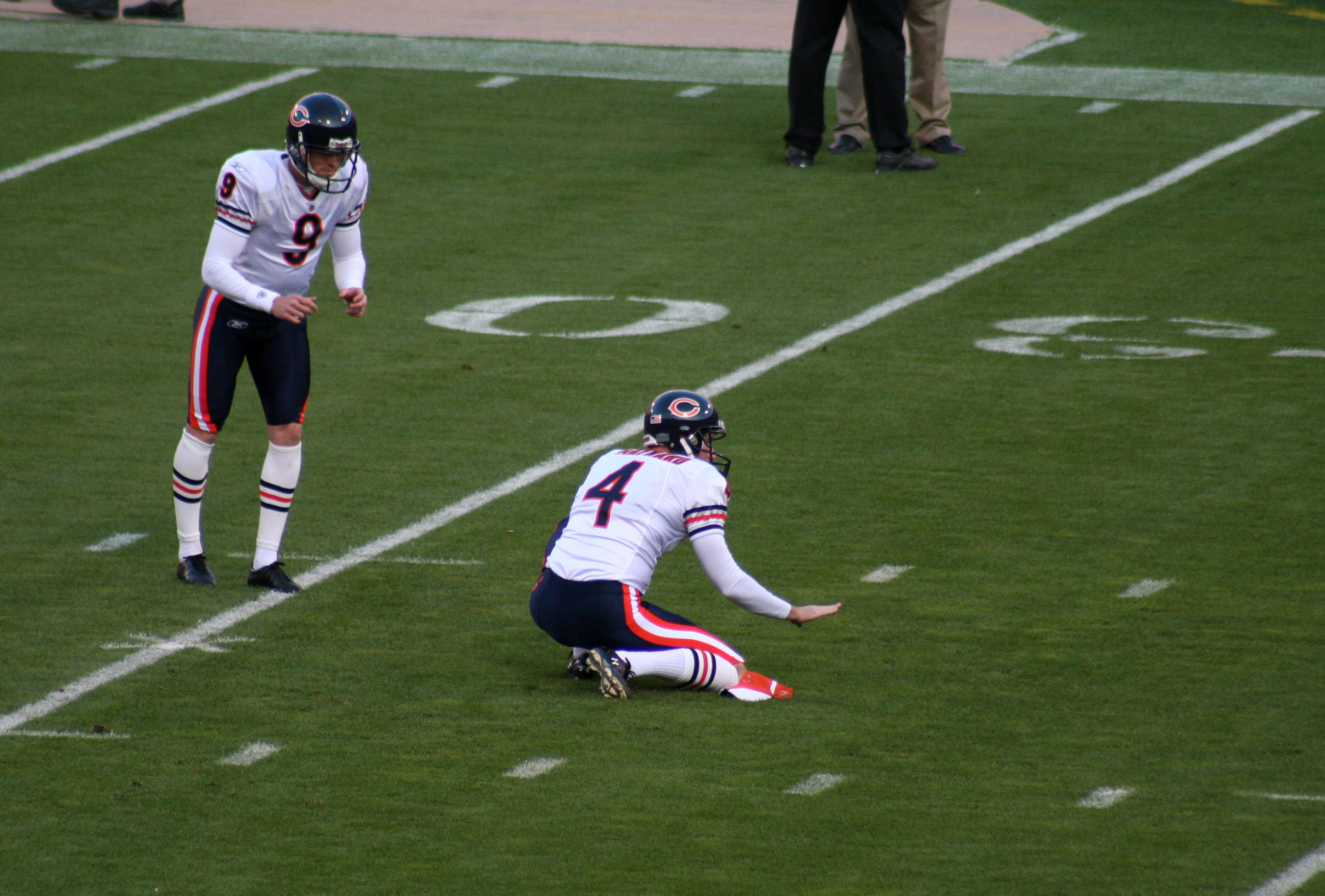
En 2009 contre les 49ers.
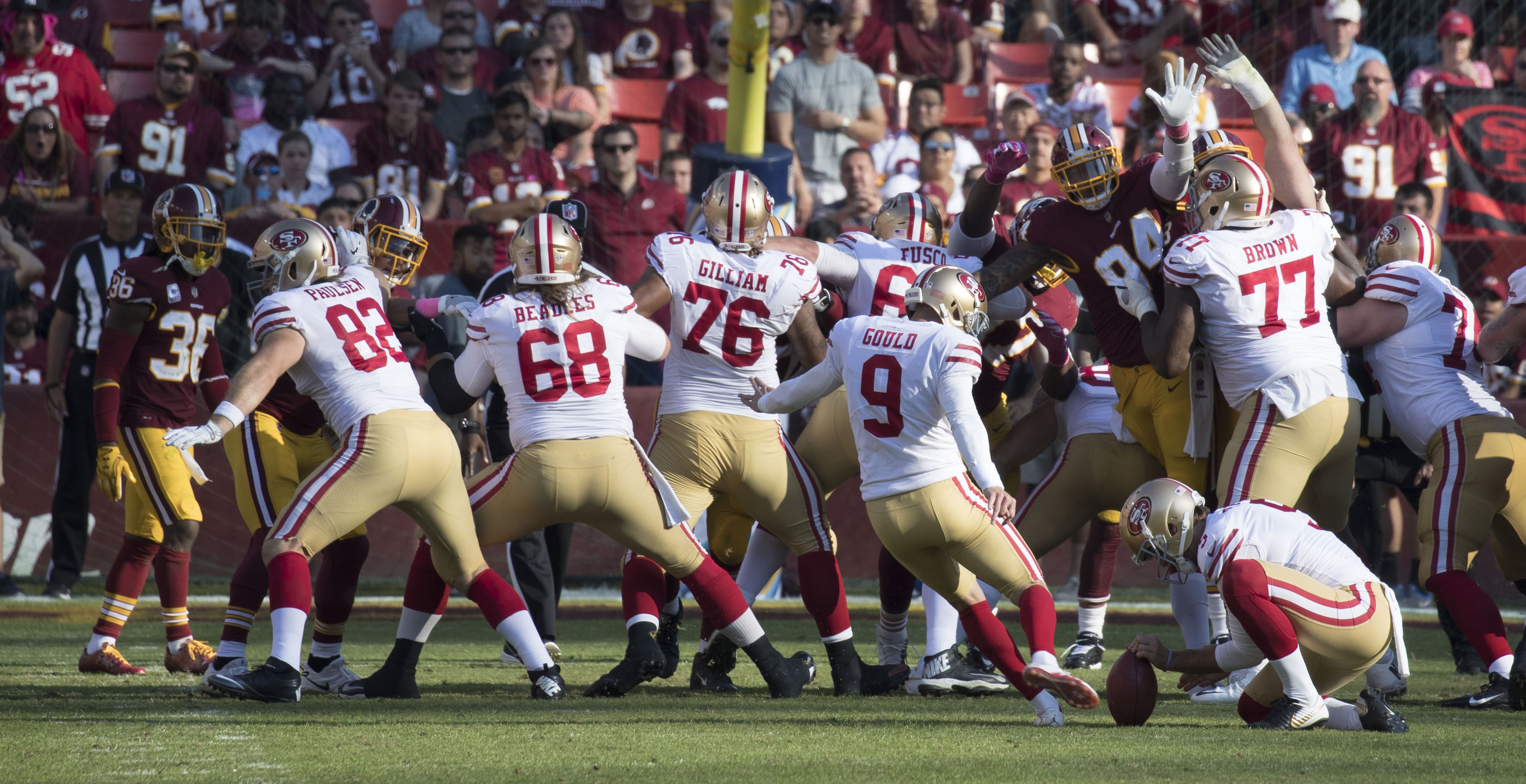
Avec les 49ers contre les Redskins en 2017.
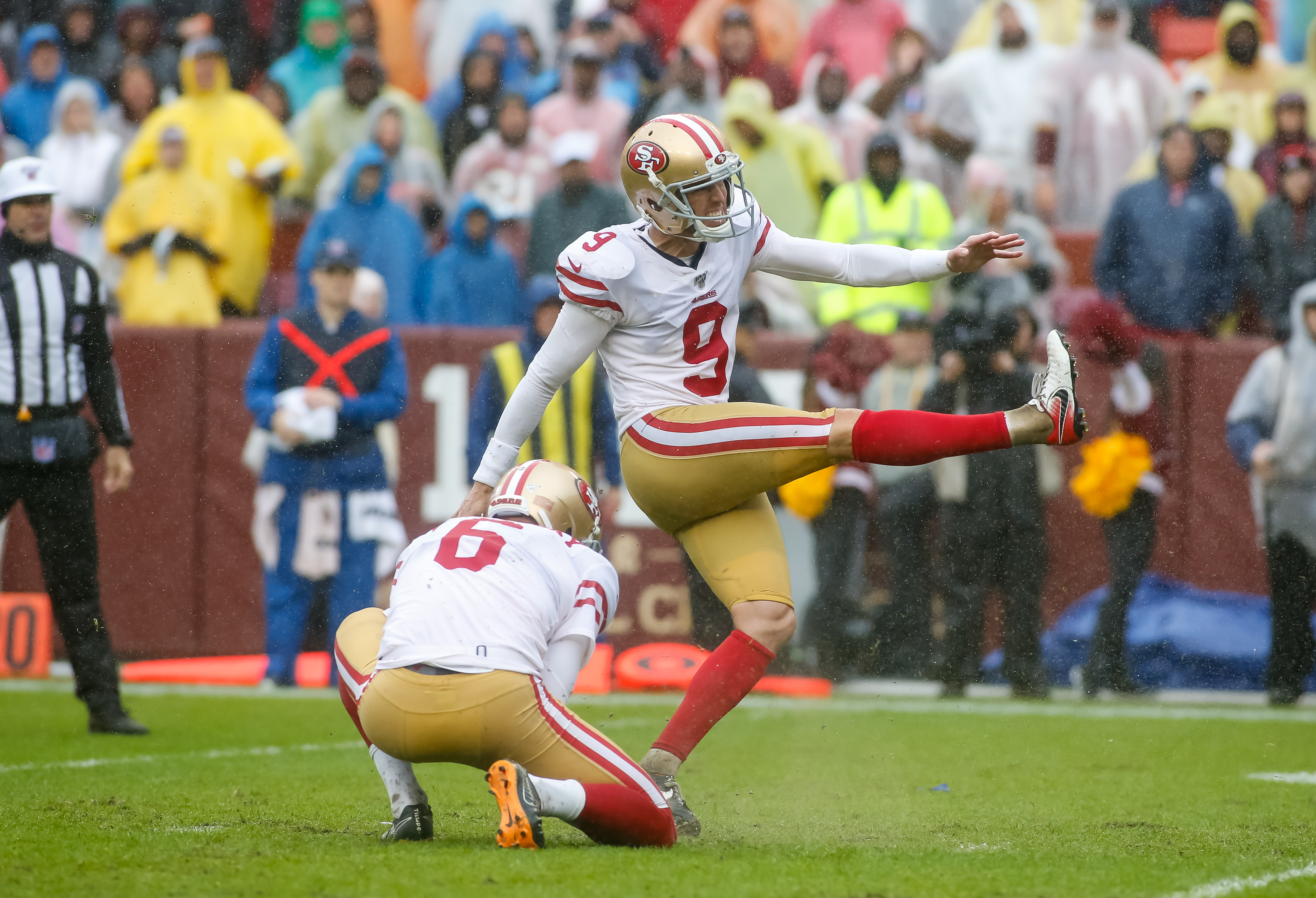
Robbie Gloud en compagnie du holder Mitch Wishnowsky (en) lors du match contre les Redskins du 31 décembre 2019.

## Vie privée
Malgré la différence d'orthographe, son nom de famille (« Gould ») utilise la même prononciation que l'élément (or) : « gōld ». Cela a incité certains commentateurs à faire des annonces telles que "« Robbie Gould is gold », « Solid Gould » ou « Good as Gould » à la suite de ses field goals réussis.
Son jeune frère, Chris Gould (en), kicker pour les Cavaliers de la Virginie et dans l'Arena Football League, est actuellement entraîneur adjoint des équipes spéciales des Chargers de Los Angeles. Les deux ont également un cousin, Brandon Thomas Gould, qui a joué sur la ligne offensive des Wildcats de Bethune-Cookman.
Le 1er décembre 2013, Lauren, épouse de Gould, a donné naissance à leur premier enfant, un fils.
Lorsqu'on lui a demandé ce qu'il aimerait faire après avoir pris sa retraite, Gould a répondu : « Je suis allé à Penn State et j'ai obtenu un diplôme en gestion d'entreprise. J'adorerais diriger une grande entreprise à un moment donné. Évidemment, j'y irai pas à pas. Je vais jouer dans la NFL tant qu'ils me laisseront jouer, mais j'ai fait du bon travail en essayant de me préparer à cette transition en dehors du football. Qu'il s'agisse de commencer à coanimer une émission de radio sur ESPN100 ou en passant des appels le lundi matin après les matchs avec l'une des stations de radio locales ou en effectuant un stage avec des amis qui possèdent d'énormes entreprises. ».